# ظریفه علی‌یوا
ظریفه علی‌یوا (ترکی آذربایجانی: Zərifə Əliyeva) دکترای پزشکی و استاد آکادمی ملی علوم آذربایجان شوروی بود.

## زندگی‌نامه
ظریفه علی‌یوا در ۲۸ آوریل سال ۱۹۲۳م، در منطقه مسکونی شاه‌تختی شهرستان «ایلیچ» جمهوری خودمختار نخجوان شوروی متعلق به آذربایجان شوروی زاده شد. در سال ۱۹۴۷، وارد دانشگاه علوم پزشکی آذربایجان گردید. سپس به عنوان دانش‌پژوه در «دانشکده پژوهشی چشم‌پزشکی» آغاز به کار نمود. از سال ۱۹۶۹، پی‌درپی چند سمت را از جمله دانشیار بیماری‌های چشم، مدیر آزمایشگاه آسیب‌شناسی چشم و مدیر کرسی چشم‌پزشکی (۱۹۸۲–۸۵) را در «دانشگاه تربیت چشم پزشکان» عهده‌دار شد. در سال ۱۹۴۵، ظریقه علی‌یوا دکترای طب خویش را با دفاع از پایان‌نامه ای در موضوع شیوع بیماری تراخم اخذ نمود.
در طول پژوهش‌های آتی او برای مبارزه با این بیماری وحشتناک که مبتلایان را از دیدن محروم می‌کرد، به یافتن راهکارهایی پرداخت. وی اولین پزشکی بود که، راه حل برای ریشه کن کردن این بیماری مهیب در آذربایجان ارائه داد.
ظریفه علی‌یوا ۱۴ تک‌نگاشت، چند کتاب درسی، هزارها رساله پژوهشی و ۱۲ «پیشنهاد اصلاحی» (اصطلاحی‌است که به برخی پژوهش‌های علمی در دوران شوروی سابق گفته می‌شد) به تألیف درآورده است.
وی در سال ۱۹۸۵، زمانی که به همراه خانواده اش در مسکو سکونت داشت، بعد از تحمل بیماری سرطان چشم به جهان فروبست و آنجا به خاک سپرده شد. در سال ۱۹۹۴، نعش وی نبش قبر و به باکو منتقل شده و اینجا در پارک مفاخر دوباره مدفون گشت.
- وی همچنین خدمات و همت‌های بسزایی در آموزش و پرورش پزشکان حرفه‌ای از خود نشان داده‌است.
- ظریفه علی‌یوا همسر حیدر علی‌اف، سومین رئیس‌جمهور آذربایجان و مادر الهام علی‌اف، چهارمین ریاست جمهوری این کشور می‌باشد.
- ظریفه علی‌یوا خواهر دیگر پزشکان سرشناس آذربایجانی «تامرلان» و «جمیل علی‌اف‌ها» و موسیقی‌دان «گلاره علی‌یوا» است.
- عزیز علی‌اف، سیاست‌مدار و پزشک اهل آذربایجان شوروی پدر ظریفه علی‌یوا بود.[۴]

## بزرگداشت

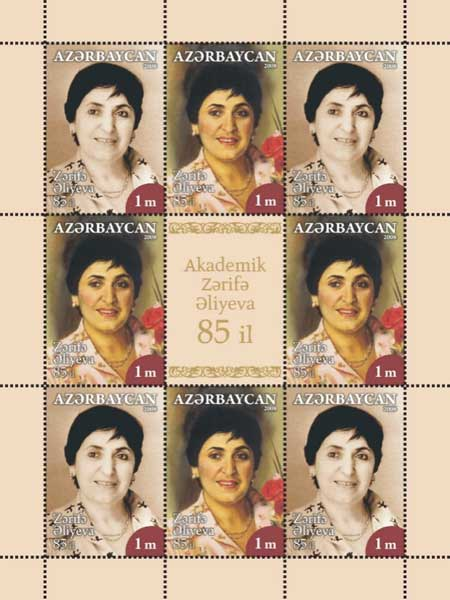
تمبرهای پستی در جمهوری آذربایجان، سال ۲۰۰۸

- در سال ۱۹۸۱، جایزه «م.ای. آورباخ» از آکادمی علوم طب شوروی را در پاس دست‌آوردهای ارزنده در عرصه چشم‌پزشکی** دریافت کرد.
- تمبرهای پستی اختصاص یافته به یاد ظریفه علی‌یوا در سال‌های ۲۰۰۳، ۲۰۰۸ و ۲۰۱۳ منتشر شدند.

## کتب
- ویژگی‌های آناتومیک و تنکردی سیستم هیدرودینامیک چشم.[۵]
- تغییرات ناشی از سن در عروق شبکیه چشم و بینایی (هم‌مولف)، باکو، ۱۹۸۰[۶]
- آسیب‌شناسی حرفه ای بینایی (هم‌مولف)، باکو، ۱۹۸۸[۷]
- روش‌های نوین جراحی در مداوای بیماری اپی‌فوراً[۸]
- فیزیولوژی استخوان اشکی چشم[۹]